# Boris Vapenski
Boris Vapenski (szerb cirill átírással: Бopиc Вaпeнcки) (Újvidék, 1990. október 9. –) Európa-bajnoki ezüstérmes (2010) szerb, majd grúz válogatott vízilabdázó, a Dinamo Tbiliszi játékosa.